# Umělecký pavilon v Záhřebu
Umělecký pavilon v Záhřebu (chorvatsky: Umjetnički paviljon u Zagrebu) je galerie umění v chorvatském hlavním městě Záhřebu. Nachází se na severní straně Náměstí krále Tomislava. Galerie byla založena v roce 1898 a je tak nejstarší galerií v jihovýchodní Evropě. Je jedinou galerií v Záhřebu, pro niž byla speciálně navržena budova. Galerie má celkovou výstavní plochu 600 metrů čtverečních a nemá stálou expozici, specializuje se na jednorázové výstavy, samostatné i skupinové, umělců domácích i zahraničních. Během své historie uspořádala kolem 700 výstav. V roce 2006 byla zahájena rekonstrukce, která trvala sedm let. V roce 2020 byl pavilon poškozen zemětřesením. Od té doby zůstává pro návštěvníky uzavřen.

## Dějiny
Myšlenku vytvoření galerie poprvé předložil chorvatský malíř Vlaho Bukovac na jaře roku 1895. V květnu 1896 se v Budapešti měla konat výstava oslavující 1000 let maďarské státnosti, na kterou byli pozváni i umělci z tehdejšího Chorvatsko-slavonského království. Na popud Bukovace se chorvatští umělci rozhodli prezentovat svá díla společně v pavilonu postaveném kolem prefabrikovaného železného skeletu, který by mohl být po výstavě jako celek odeslán do Záhřebu. Budapešťský pavilon navrhli maďarští architekti Flóris Korb a Kálmán Giergl a postavila jej stavební společnost Danubius. Po skončení výstavy byl skelet budovy skutečně převezen do Záhřebu a rakouští architekti Fellner & Helmer byli najati, aby budovu upravili. Fasáda byla sochařsky vyzdobena, východní průčelí zdobí busty tří renesančních malířů – Giulia Clovia (Julije Kloviće), Andrey Schiavoneho (Andrija Meduliće) a Vittore Carpaccia. První dva se v Chorvatsku narodili, Carpaccio zde působil. Na západním průčelí byly umístěny busty Michelangela, Raffaela a Tiziana. Stavba trvala dva roky (1897-1898), pavilon byl slavnostně otevřen 15. prosince 1898 velkou výstavou představující díla místních umělců nazvanou Chorvatský salon (Hrvatski salon). Měla mimořádný ohlas, přilákala asi 10 000 návštěvníků v době, kdy měl Záhřeb 60 000 obyvatel.